# Oecetis angirasa
Oecetis angirasa är en nattsländeart som beskrevs av Schmid 1995. Oecetis angirasa ingår i släktet Oecetis och familjen långhornssländor. Inga underarter finns listade i Catalogue of Life.